# هتل ایسترن و اورینتال
هتل ایسترن و اورینتال (به انگلیسی: Eastern & Oriental Hotel) (در نزد عموم به هتل E&O معروف است) یک هتل به سبک معماری استعماری در شهر جرج تاون، ایالت پنانگ، مالزی است که در سال ۱۸۸۵ توسط برادران سارکیز تأسیس شد. این هتل رو به دریا، به خاطر اتاق‌ها و رستورانهای مجلل، معروف است.

## پیشینه

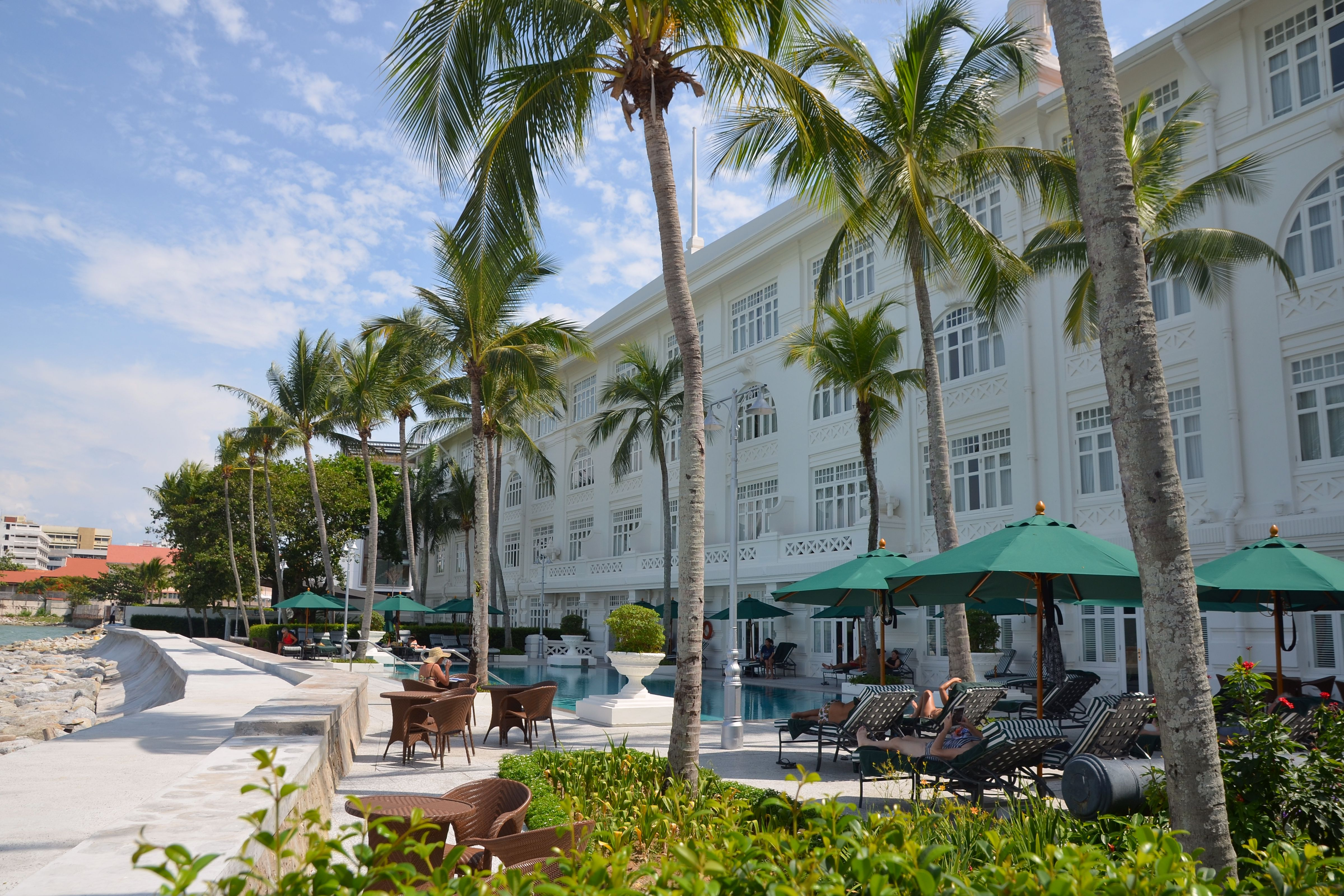
هتلE&O

هتل ایسترن در سال ۱۸۸۴ توسط برادران سارکیز تأسیس شد. هتل در مدت یک سال رونق گرفت و محبوبیت بسیار یافت، به طوریکه برادران سارکیز هتل دیگری به نام هتل اورینتال در سال ۱۸۸۵ احداث نمودند، که در سال ۱۸۸۹ منجر به ادغام دو هتل، با نام هتل ایسترن و اورینتال شد.